# George Mărie
George Mărie (n. 30 aprilie 1893, Măgura - d.1981) a fost un delegat Marea Adunare Națională de la Alba Iulia, organismul legislativ reprezentativ al „tuturor românilor din Transilvania, Banat și Țara Ungurească”, cel care a adoptat hotărârea privind Unirea Transilvaniei cu România, la 1 decembrie 1918.

## Biografie
George Mărie s-a născut în comuna Măgura, județul Turda. A fost preot unit, primar de Turda, deputat, ofițer și delegat din Măgura la Marea Adunare Națională de la Alba Iulia, în calitate de reprezentant al Cercului Turda. A decedat la Timișoara în 3 mai 1981.

## Studii
A urmat Teologia la Blaj și Facultatea de Istorie-Geografie din Cluj. Până in 1918 a fost preot. Începând din anul 1923, George Mărie a fost profesor de istorie și geografie.

## Activitate politică
George Mărie a fost profesor la Liceul „Ferdinand” în perioada 1918 - 1946, când a fost arestat. În 1918, George Mărie a fost ales deputat în Parlamentul României, consilier județean la Prefectura Turda, consilier și primar al orașului Turda. A fost deputat în 5 legislaturi cu programul Partidului Național, ulterior Partidul Național-Țărănesc.

## Recunoașteri
A fost decorat cu ordinul „Coroana României”.